# منوآمین

نوراپی‌نفرین یک monoamine neurotransmitter می‌باشد

اپی‌نفرین، نوراپی‌نفرین، دوپامین و سروتونین چهار مادهٔ شیمیایی هستند که به خانوادهٔ ترکیب‌هایی به نام منوآمین‌ها وابستگی دارند. به دلیل ساختار مولکولی این مواد و شباهت آن‌ها با یکدیگر برخی داروها تا اندازه‌ای می‌توانند بر فعالیت همهٔ آن‌ها تأثیر بگذارند.
اپی‌نفرین، نوراپی‌نفرین و دوپامین به زیرمجمو عهٔ منوآمین‌ها یعنی کتکول آمین‌ها وابسته هستند.

## انواع
1. هیستامین که از هیستیدین مشتق می‌شود
2. کتکولامینها مانند اپی‌نفرین، نوراپی‌نفرین و دوپامین
3. تریپتامینها مانند سروتونین و ملاتونین
4. آمین‌های کمیاب مانند تیرامین و اکتوپامین